# Uropodella
Famille
Genre
Uropodella est un genre d'acariens mesostigmates, le seul de la famille des Uropodellidae.

## Distribution
Les espèces de ce genre se rencontrent en Amérique et en Afrique.

## Liste des espèces
- Uropodella australis Athias-Henriot 1972
- Uropodella camini Hirschmann & Zirngiebl-Nicol, 1984
- Uropodella congoensis Wisniewski & Hirschmann, 1991
- Uropodella cristata Athias-Henriot 1972
- Uropodella krantzi Hirschmann & Zirngiebl-Nicol, 1984
- Uropodella laciniata Berlese, 1888
- Uropodella nebulosa Athias-Henriot 1972

## Taxinomie
Cette famille est classée dans le sous-ordre des Sejida, sa synonymie avec les Sejidae a été démentie. 

## Publication originale
- Berlese, 1888 : Acari austro-Americani quos collegit Aloysius Balzan. Manipulus primus. Species novas circiter quinquaginta complectens. Bolletino della Societa Entomol. Italiana, vol. 20, p. 171–222.
- Camin, 1955 : Uropodellidae, a new family of mesostigmatid mites based on Uropodella laciniata Berlese, 1888 (Acarina: Liroaspina). Bulletin of the Chicago Academy of Sciences, vol. 10, p. 65–81.